# インターナショナル・ニューヨーク・タイムズ

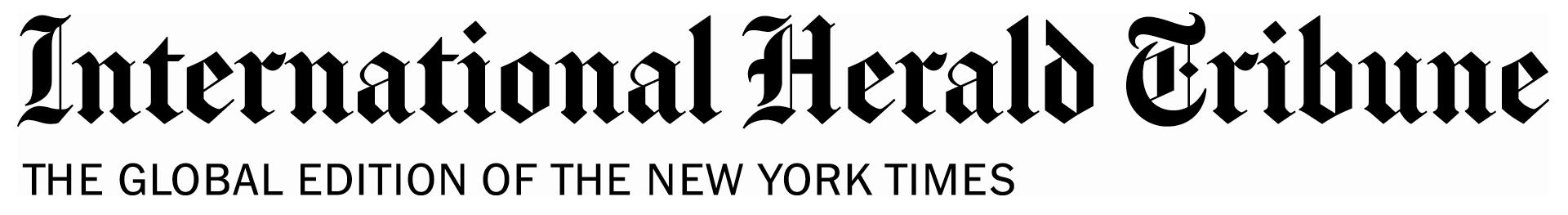

インターナショナル・ニューヨーク・タイムズ（International New York Times）、旧名:インターナショナル・ヘラルド・トリビューン（International Herald Tribune）は、フランスのパリ郊外ラ・デファンス（クールブヴォワ）に本部を置く世界各地で販売されている英字新聞。1887年創刊の『パリ・ヘラルド（Paris Herald）』を前身に持つ。
2013年10月15日より『インターナショナル・ニューヨーク・タイムズ』の名称となった。2016年10月に、発行主体を新聞名に合わせて『ニューヨーク・タイムズ・インターナショナル・エディション』に改名した。これによって、実態としては名実ともにアメリカのニューヨークに本部を置く新聞となった。

## 概要
2002年まで『ニューヨーク・タイムズ（NYT）』と『ワシントン・ポスト（WP）』が経営に参画していたが、WPがインターナショナル・ヘラルド・トリビューン（IHT）から撤退したため、NYTの傘下となった。世界11都市で印刷され、164カ国で販売されている。発行部数は約23万部。

## 歴史
1887年に、『ニューヨーク・ヘラルド』のパリ版『パリ・ヘラルド』として、パリ在住のアメリカ人向けに創刊。1924年に『ニューヨーク・ヘラルド』が『ニューヨーク・トリビューン』により買収され、題字に「トリビューン」が加わり『ニューヨーク・ヘラルド・トリビューン』（NHT）となったのに伴い『パリ・ヘラルド』も『パリ・ヘラルド・トリビューン』（PHT）となる。
1966年にPHTの母体であったNHTが経営危機で廃刊になり、WPの会長キャサリン・グラハムが救済に乗り出す。一方、1960年にパリ版を発行していたNYTは、苦戦を強いられていたため、同紙パリ版の発行を停止し、1967年に新生IHTの経営に参画。それ以降両社による折半出資で発行されてきた。
しかし2002年10月に、NYTはWPに対しIHTの株式譲渡を迫り、「それに応じなければ国際英字紙を新たに発刊し、IHTへの財政支援を打ち切る」と通告。これに対して、WPのグラハムは「極めて不本意で悲しい決断」と承諾した。
NYTは国際展開を推進しており、先行する『ウォール・ストリート・ジャーナル』と『フィナンシャル・タイムズ』の二大英字経済新聞への対抗策との見方がもっぱらである。WPは離脱後に国際報道を傘下の『ニューズウィーク』誌に頼ることとなった。

## 提携

### 日本
日本では2001年4月から朝日新聞社と提携し、WPが離脱したあとも『インターナショナル･ヘラルド･トリビューン / 朝日新聞（ヘラトリ朝日）』として、朝日新聞社製作の英語版紙面とともに発行されていた。2011年2月に朝日新聞社が英字新聞事業から撤退したため、同年3月以降は朝日新聞社がIHT部分のみの印刷、配達を請け負っていた。
新聞名が『インターナショナル・ニューヨーク・タイムズ』に変わることにともない、2013年3月25日に株式会社ジャパンタイムズがNYタイムズ社と業務提携（事実上はヘラトリ朝日をジャパンタイムズが吸収統合）。同年10月16日から『The Japan Times / International New York Times』と『International New York Times / The Japan Times』という2部構成でのセット販売を始めた。
なお、NYタイムズ社は朝日新聞の慰安婦報道問題では、ジャパンタイムズとの提携後も、ジャパンタイムズとともに積極的に朝日新聞社を擁護している。

### 世界
現在、世界で9つの新聞社と提携している。提携関係にある新聞は以下の通り（国際新聞との提携を含む）。
- Al Watan Daily (クウェート)
- 朝日新聞（日本）
- イ・カシメリニ（ギリシャ）
- 中央日報（韓国）
- Daily Star (エジプト)
- Daily Star（レバノン）
- エル・パイス（スペイン）日々のエル・パイスの内、英語版8ページ分が、インターナショナル・ニューヨーク・タイムズのスペイン版である。
- Haaretz（イスラエル）
- モスクワ・タイムズ (ロシア)